# Pohlia
Pohlia Hedw., 1801 è un genere di muschi della famiglia Mniaceae.

## Distribuzione e habitat
Il genere ha una distribuzione cosmopolita, essendo presente in tutti i continenti compresa l'Antartide.

## Tassonomia
Il genere comprende le seguenti specie:
- Pohlia afrocruda (Müll. Hal.) Broth.
- Pohlia alba Lindb. & Arnell
- Pohlia aloysii-sabaudiae G. Negri
- Pohlia ampullacea Hampe ex Gangulee
- Pohlia andalusica (Höhn.) Broth.
- Pohlia andrewsii A.J. Shaw
- Pohlia annotina (Hedw.) Lindb.
- Pohlia apolensis R.S. Williams
- Pohlia aristatula (Broth. & Paris) H.A. Mill., H. Whittier & B. Whittier
- Pohlia atropurpurea (Wahlenb.) H. Lindb.
- Pohlia atrothecia (Müll. Hal.) Broth.
- Pohlia australis A.J. Shaw & Fife
- Pohlia austroelongata (Müll. Hal.) Broth.
- Pohlia austropolymorpha (Müll. Hal.) Broth.
- Pohlia baldwinii (Broth. ex E.B. Bartram) W. Schultze-Motel
- Pohlia barbuloides Ochi
- Pohlia baronii Wijk & Margad.
- Pohlia bequaertii (Dixon & Naveau) A.J. Shaw
- Pohlia beringiensis A.J. Shaw
- Pohlia bolanderi (Lesq.) Broth.
- Pohlia brachystoma M. Fleisch.
- Pohlia brevinervis Lindb. & Arnell
- Pohlia brevireticulata Warnst.
- Pohlia brideliana (Müll. Hal.) Wijk & Margad.
- Pohlia bulbifera (Warnst.) Warnst.
- Pohlia calopyxis (Müll. Hal.) Broth.
- Pohlia camptotrachela (Renauld & Cardot) Broth.
- Pohlia cardotii (Renauld) Broth.
- Pohlia cavaleriei (Cardot & Thér.) Redf. & B.C. Tan
- Pohlia chilensis (Mont.) A.J. Shaw
- Pohlia chitralensis P. Størmer
- Pohlia chrysoblasta (Thér. & Naveau) Demaret
- Pohlia columbica (Kindb.) A.L. Andrews
- Pohlia cratericola Broth.
- Pohlia cruda (Hedw.) Lindb.
- Pohlia crudoides (Sull. & Lesq.) Broth.
- Pohlia debatii (Cardot & Thér.) Broth.
- Pohlia drummondii (Müll. Hal.) A.L. Andrews
- Pohlia elongata Hedw.
- Pohlia emergens (Müll. Hal.) A.J. Shaw
- Pohlia erecta Lindb.
- Pohlia excelsa Kindb.
- Pohlia excurrens (Dixon) E.B. Bartram
- Pohlia fauriei (Cardot) Ihsiba
- Pohlia filum (Schimp.) Mårtensson
- Pohlia flexuosa Harv.
- Pohlia geniculata (Brid.) Wijk & Margad.
- Pohlia grammophylla (Besch.) Broth.
- Pohlia gromieri (Thér.) G. Kis
- Pohlia hisae T.J. Kop. & J.X. Luo
- Pohlia humilis (Mont.) Broth.
- Pohlia hyaloperistoma Da C. Zhang, X.J. Li & Higuchi
- Pohlia kenyae (Dixon) G. Kis
- Pohlia korbiana (Müll. Hal.) Wijk & Margad.
- Pohlia lacouturei (Thér.) O'Shea
- Pohlia lescuriana (Sull.) Ochi
- Pohlia lonchochaete (Dusén) Broth.
- Pohlia longibracteata Broth.
- Pohlia longicolla (Hedw.) Lindb.
- Pohlia looseri (Thér.) S. He
- Pohlia ludwigii (Spreng. ex Schwägr.) Broth.
- Pohlia lutescens (Limpr.) H. Lindb.
- Pohlia macleai (Rehmann ex Sim) Schelpe
- Pohlia macrocarpa Da C. Zhang, X.J. Li & Higuchi
- Pohlia marchica Osterwald
- Pohlia mauiensis (Broth. ex E.B. Bartram) W. Schultze-Motel
- Pohlia melanodon (Brid.) A.J. Shaw
- Pohlia merapicola (Baumgartner & J. Froehl.) B.C. Ho, B.C. Tan & Hernawati
- Pohlia microcarpa Hornsch.
- Pohlia mielichhoferia (Müll. Hal.) Broth.
- Pohlia nemicaulon (Müll. Hal.) Broth.
- Pohlia nevadensis (Müll. Hal.) Broth.
- Pohlia nutans (Hedw.) Lindb.
- Pohlia nutanti-polymorpha (Müll. Hal.) Broth.
- Pohlia obtusifolia (Vill. ex Brid.) L.F. Koch
- Pohlia ochii Vitt
- Pohlia oedoneura (Müll. Hal.) Broth.
- Pohlia oerstediana (Müll. Hal.) A.J. Shaw
- Pohlia orthocarpula (Müll. Hal.) Broth.
- Pohlia otaruensis (Cardot) Ochi
- Pohlia pacifica A.J. Shaw
- Pohlia papillosa (A. Jaeger) Broth.
- Pohlia pentasticha (Schiffn.) Schiffn. ex Podp.
- Pohlia philonotula (Müll. Hal.) Broth.
- Pohlia plumella (Müll. Hal.) Broth.
- Pohlia procerrima M. Fleisch.
- Pohlia proligera (Kindb. ex Breidl.) Lindb. ex Arnell
- Pohlia pseudobarbula (Thér.) H.A. Crum ex A.J. Shaw
- Pohlia pseudodefecta Ochi
- Pohlia pseudophilonotula (Müll. Hal.) Broth.
- Pohlia rabunbaldensis A.J. Shaw
- Pohlia ramannii Warnst.
- Pohlia rhaetica (Rota) Broth.
- Pohlia rigescens (Mitt.) Broth.
- Pohlia robertsonii Shevock & A.J. Shaw
- Pohlia rostrata (A. Jaeger) Broth.
- Pohlia saitoi Ochi
- Pohlia saprophila (Müll. Hal.) Broth.
- Pohlia schisticola (Müll. Hal.) Broth.
- Pohlia scotica Crundw.
- Pohlia silvatica Warnst.
- Pohlia sphagnicola (Bruch & Schimp.) Broth.
- Pohlia stewartii E.B. Bartram
- Pohlia subannulata (H. Philib.) Broth.
- Pohlia subcarnea (Schimp.) Ihsiba
- Pohlia subcompactula (Paris) Wijk & Margad.
- Pohlia tapintzensis (Besch.) Redf. & B.C. Tan
- Pohlia tibetana Xiao R. Wang & X.M. Shao
- Pohlia timmioides (Broth.) P.C. Chen ex Redf. & B.C. Tan
- Pohlia tundrae A.J. Shaw
- Pohlia turgens (Broth.) A.J. Shaw
- Pohlia vexans (Limpr.) H. Lindb.
- Pohlia wahlenbergii (F. Weber & D. Mohr) A.L. Andrews
- Pohlia wilsonii (Mitt.) Ochyra
- Pohlia yunnanensis (Besch.) Broth.